# Giovanni Bernocco
Giovanni Bernocco (Rodigo, 22 luglio 1892 – ...) è stato un politico italiano.